# Conferencia de la Gran Asia Oriental
La Conferencia de la Gran Asia Oriental (大東亜会議 Dai Tōa Kaigi?) fue una cumbre internacional celebrada en Tokio (Japón) los días 5 y 6 de noviembre de 1943, en la cual Japón acogió a los jefes de Estado de los miembros de diversos componentes de la Esfera de Coprosperidad de la Gran Asia Oriental. El encuentro también recibió el nombre de la Conferencia de Tokio.
La Conferencia abordó pocos temas de importancia, puesto que desde el principio estuvo destinada a ser un mero instrumento propagandístico, para ilustrar así los compromisos panasiáticos del Imperio japonés y destacar su papel como el "libertador" de Asia respecto del colonialismo occidental.

## Antecedentes
Antes de que se celebrase la Conferencia de la Gran Asia Oriental, el Japón ya había hecho vagas promesas de independencia a los movimientos anticoloniales-independentistas de varios territorios que había ocupado y, a excepción de algunos títeres en China, estas promesas no se habían cumplido. Ahora, con el curso de la Guerra del Pacífico volviéndose contra Japón, los burócratas del Ministerio de Relaciones Exteriores y partidarios de la ideología panasiática en el gobierno y el Ejército impulsaron un programa para otorgar una rápida "independencia" de varias partes de Asia, en un esfuerzo para aumentar la resistencia local hacia el posible retorno de las potencias coloniales occidentales y para aumentar el apoyo local del esfuerzo de guerra japonés. En un principio la cúpula militar japonesa estuvo de acuerdo, aunque los grados de "independencia" que los militares tenían en mente para los distintos territorios eran incluso inferiores a los que disfrutaba Manchukuo.
Aun así, varios componentes de la Esfera de Coprosperidad de la Gran Asia Oriental no estaban representados: Corea y Taiwán eran desde hacía mucho tiempo meros territorios externos del Imperio de Japón, y para ambos no había ninguna intención de otorgarles cualquier tipo de autonomía. Los representantes vietnamitas y camboyanos tampoco no fueron invitados a participar por temor a ofender a las autoridades francesas del régimen colaboracionista de Vichy, con las que el Japón estaba formalmente aliado. La cuestión sobre la Malasia británica y Indias Orientales Neerlandesas era compleja: Gran parte de su territorio eran simples ocupaciones militares por el Ejército Imperial Japonés o la Armada Imperial Japonesa, y los organizadores de la Conferencia de la Gran Asia Oriental estaban consternados por la decisión unilateral del Cuartel General Imperial para anexar esos territorios al imperio japonés, en lugar de concederles una independencia nominal; Esta acción socavó considerablemente los esfuerzos para retratar a Japón como el "libertador" de los pueblos asiáticos. No obstante los líderes independentistas de Indonesia, Achmed Sukarno y Muhammad Hatta, fueron invitados a Tokio poco después de la clausura de la Conferencia aunque no se les hubiera permitido participar en el encuentro.

## Desarrollo del encuentro
La intención y la implementación práctica de la Esfera de Coprosperidad de la Gran Asia Oriental variaron ampliamente según el grupo y el departamento gubernamental involucrado. Los teóricos de la política que la concibieron, así como la gran mayoría de la población japonesa en general, vieron en ella sus ideales panasiáticos de libertad e independencia y el fin de la opresión colonial occidental. Sin embargo, en la práctica, fue corrompida por militaristas y nacionalistas, quienes vieron una vía política eficaz a través de la cual fortalecer la posición de Japón y afianzar su dominio dentro de Asia. Este último enfoque se reflejó en un documento político publicado por el Ministerio de Salud y Bienestar de Japón, Una Investigación de la Política Global con la Raza Yamato como Núcleo, que estableció la posición central de Japón dentro de la Esfera de Coprosperidad de la Gran Asia Oriental y promovió la idea de la superioridad japonesa sobre otros asiáticos.

### Participantes

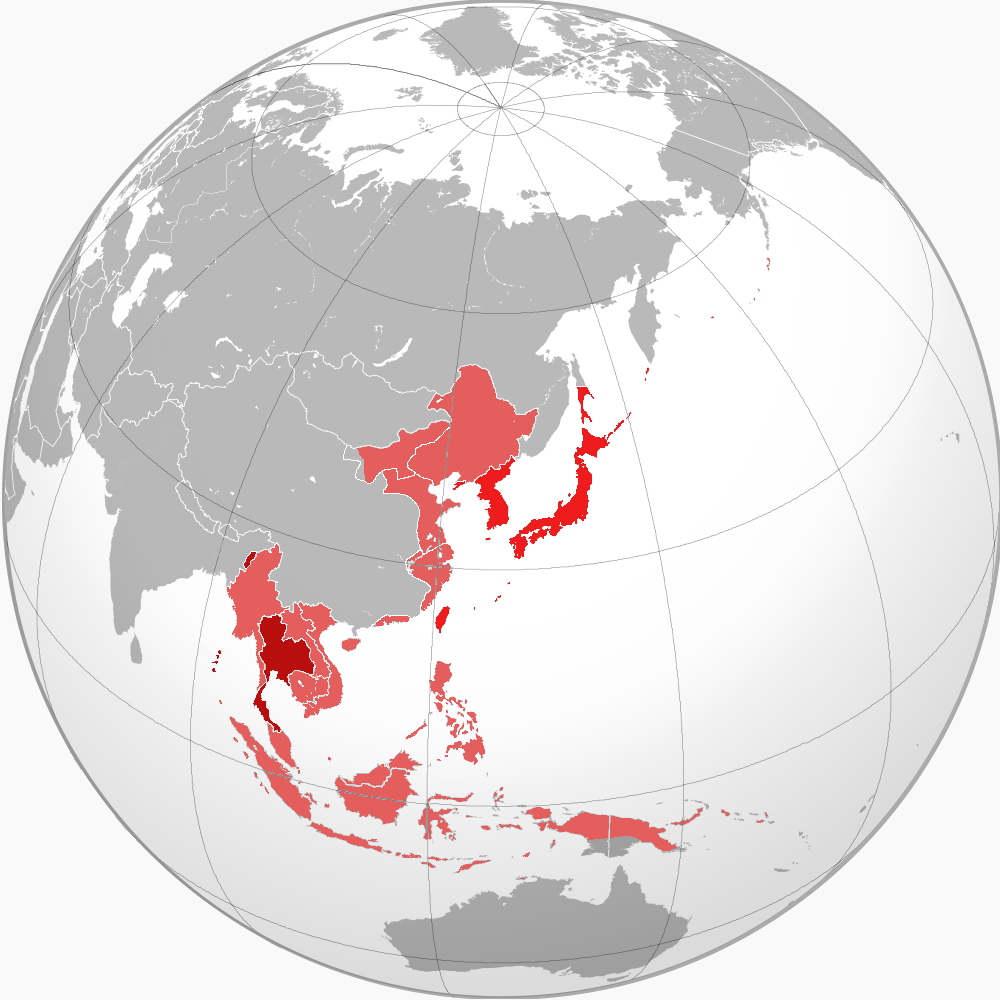
Territorios y estados miembros de la Esfera de Coprosperidad de la Gran Asia Oriental:
Imperio del Japón
Reino de Tailandia
Estados títeres

Durante el encuentro hubo seis participantes "independientes" y un séptimo asistente que acudió como observador. Estos eran:
- Hideki Tōjō, primer ministro de Japón;
- Zhang Jinghui, primer ministro de Manchukuo;
- Wang Jingwei, Presidente del Gobierno nacionalista de Nankín;
- Ba Maw, jefe de Estado de Birmania;
- Subhas Chandra Bose, jefe de Estado del Gobierno Provisional de la India Libre (Arzi Hukumat-e-Azad Hind);
- José P. Laurel, Presidente de la Segunda República Filipina;
- Príncipe Wan Waithayakon, enviado especial del Reino de Tailandia;

Estrictamente hablando, Subhas Chandra Bose estuvo presente solo como mero "observador", en tanto que la India continuaba estando bajo control británico. Por otra parte, el Reino de Tailandia envió al Príncipe Wan Waithayakon en lugar del primer ministro, Plaek Pibulsonggram, con la idea de enfatizar que Tailandia era un país que no estaba bajo la dominación japonesa; Lo cierto es que Plaek Pibulsonggram también temía que en el caso de salir de Tailandia corría el riesgo de ser expulsado del aparato de poder.
Tojo les dio la bienvenida con un discurso alabando la "esencia espiritual" de Asia, en contraposición a la "civilización materialista" de Occidente. El encuentro se caracterizó por el elogio de la solidaridad mutua asiática y la condena del colonialismo occidental, pero sin planes prácticos, ya fueran enfocados para el desarrollo económico o la integración política.

### Declaración conjunta
Al final del encuentro, todos los asistentes hicieron una declaración conjunta en la que se señalaba que:

Es el principio básico para el establecimiento de la paz mundial que las naciones del mundo tienen cada una su propio lugar, y disfrutan de la prosperidad común a través de la ayuda y asistencia mutua. Los Estados Unidos de América y el Imperio británico poseen su propia prosperidad a través de la opresión de otras y pueblos. Especialmente en Asia oriental, donde cometieron la agresión y una explotación insaciable, y trataron de satisfacer su ambición desmedida a través de la esclavización de toda la región, y, finalmente, llegaron a amenazar seriamente la estabilidad del Este de Asia. Es aquí donde radica la causa de la reciente guerra. Los países de la Gran Asia Oriental, con el fin de contribuir a la causa de la paz mundial, se comprometen a cooperar para que la Guerra de la Gran Asia Oriental llegue una conclusión exitosa, liberando así a su región del yugo de la dominación anglo-estadounidense, asegurar su propia existencia y la legítima defensa, y en la construcción de una Gran Asia Oriental de acuerdo con los siguientes principios:

- Los países de la Gran Asia Oriental, mediante la cooperación mutua, garantizarán la estabilidad de su región y la construcción de un orden de la prosperidad común y el bienestar basados en la justicia.
- Los países de la Gran Asia Oriental asegurarán la fraternidad de las naciones de su región, mediante el respeto de unos a otros de la soberanía y la independencia, y la práctica de la asistencia mutua y la amistad.
- Los países de la Gran Asia Oriental, respetando mutuamente sus tradiciones y el desarrollo de las facultades creativas de cada raza, aumentarán la cultura y la civilización de la Gran Asia Oriental.
- Los países de la Gran Asia Oriental se esforzarán por acelerar su desarrollo económico a través de una estrecha cooperación sobre una base de reciprocidad, favoreciendo así la prosperidad general de la región.
- Los países de la Gran Asia Oriental cultivarán relaciones amistosas con todos los países del mundo, y trabajarán por la abolición de la discriminación racial, la promoción de las relaciones culturales y la apertura de recursos en todo el mundo, y contribuir así al progreso de la humanidad.

## Consecuencias
La conferencia y la declaración formal del 6 de noviembre constituyó poco más que un gesto de propaganda, destinada a conseguir apoyo regional para la siguiente etapa de la guerra, destacando unos supuestos ideales por los que se estaba combatiendo. Sin embargo, este encuentro internacional marcó un punto de inflexión en la política exterior japonesa y las relaciones con otras naciones asiáticas: La derrota de las fuerzas japonesas en Guadalcanal y la creciente impresión sobre las limitaciones militares de Japón llevó a sus líderes políticos a darse cuenta de que un marco basado en la cooperación, en lugar de la dominación colonial, permitiría una mayor movilización de recursos humanos y en contra del resurgimiento de las fuerzas Aliadas. También marcó comienzo de los esfuerzos para crear un marco político que permitiera algún tipo de compromiso diplomático en caso de una derrota militar. Sin embargo, estos movimientos llegaban demasiado tarde para salvar el Imperio, que se rendiría a los aliados menos de dos años después de la conferencia.